# Kecamatan Karangpawitan
Kecamatan Karangpawitan är ett distrikt i Indonesien.   Det ligger i provinsen Jawa Barat, i den västra delen av landet, 170 km sydost om huvudstaden Jakarta.